# Anchiceratops
Anchiceratops is een vermoedelijk monotypisch geslacht van uitgestorven plantenetende ornithischische dinosauriërs, behorend tot de Ceratopia, dat tijdens het Laat-Krijt leefde in het gebied van het huidige Noord-Amerika.
De eerste fossielen van Anchiceratops werden in 1912 in Canada opgegraven. In 1914 kreeg het geslacht zijn naam die 'bijna Ceratops [in ontwikkeling bereikend]' betekent, toen de typesoort Anchiceratops ornatus benoemd werd. In 1929 werd een tweede soort benoemd: Anchiceratops longirostris, maar daarvan wordt tegenwoordig gedacht dat het om hetzelfde dier gaat als A. ornatus. Van de soort zijn in totaal een dozijn schedels gevonden. Er is ook één exemplaar bestaande uit een romp aangetroffen dat lange tijd als die van Anchiceratops beschouwd werd. Later concludeerde men dat dit niet zeker is.
De kop van Anchiceratops droeg een kleine neushoorn en twee lange naar voren stekende hoorns boven de ogen. Van de achterkant van de schedel stak een lang rechthoekig nekschild uit, waarvan de rand versierd was door grote driehoekige uitsteeksels. Iets voor de achterrand van het schild bevonden zich twee eigenaardige zijwaarts uitstekende bulten. Als de gevonden romp toch bij Anchiceratops hoort, werd die zo'n vier meter lang en ruim een ton zwaar. Nek en bekken waren dan erg lang, de staart juist bijzonder kort. De poten waren kort maar stevig en zwaargespierd. Misschien waren dit aanpassingen voor een levenswijze die gedeeltelijk in het water plaatshad als bij een huidig nijlpaard.

## Vondst en naamgeving
In 1912 vond Barnum Brown elf kilometer ten zuiden van Tolman Ferry nabij de Red Deer River, in de Canadese staat Alberta, een grote schedel van een ceratopide die hij in 1914 benoemde als de typesoort Anchiceratops ornatus. De geslachtsnaam betekent 'bijna Ceratops', vanuit het Oudgrieks ἄγχι, anchi, 'nabij', een verwijzing naar het feit dat volgens Brown het geslacht wat betreft de evolutie van het nekschild tussen Monoclonius en Triceratops in stond. De soortaanduiding betekent 'versierd' in het Latijn, een verwijzing naar de ornamenten op de rand van het nekschild.

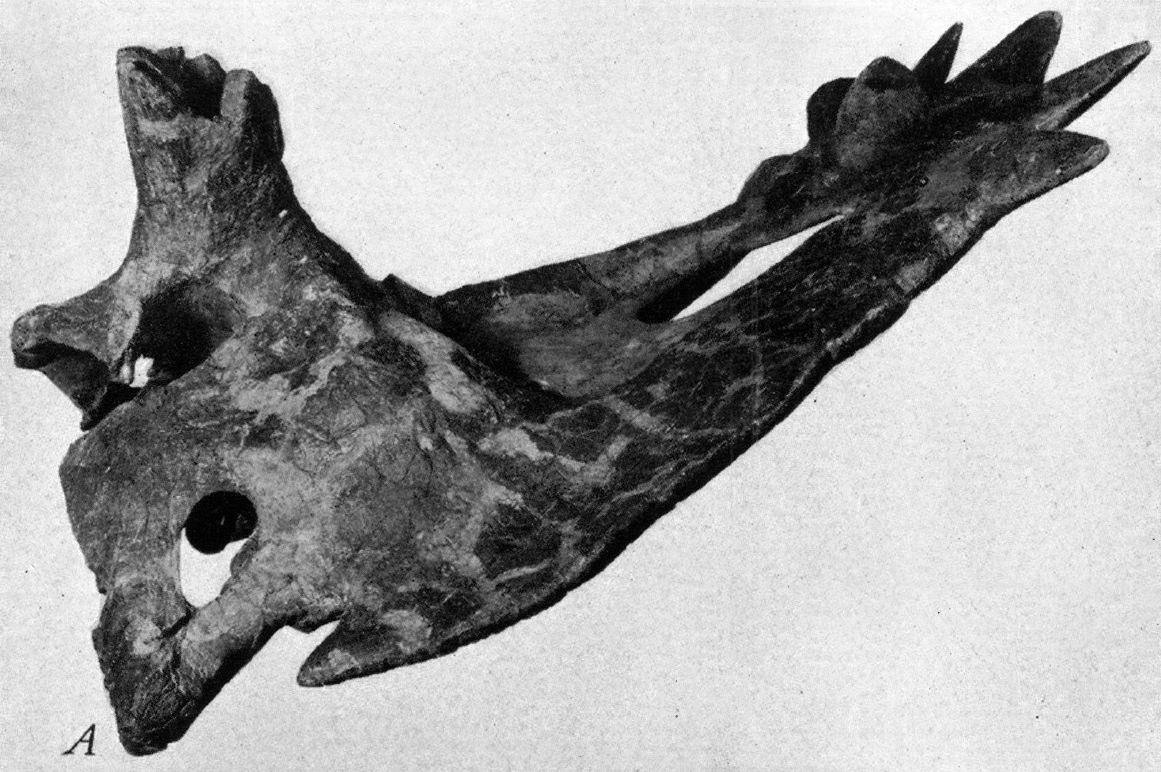
Het holotype AMNH 5251 van de linkerzijde bezien

Het holotype AMNH 5251 is gevonden in een laag van de Horseshoe Canyon Formation die dateert uit het Campanien-Maastrichtien, ongeveer eenenzeventig miljoen jaar oud. Het bestaat uit een gedeeltelijke schedel van een volwassen dier waaraan de snuit ontbreekt. Een tweede schedel, specimen AMNH 5259 door Brown gevonden op twee mijl afstand van de eerste schedel, is het paratype. Dit is nog veel fragmentarischer dan het holotype: in wezen zijn slechts de hersenpan en de delen van de wenkbrauwhoorns bewaard gebleven. Brown wees een derde specimen toe: AMNH 5273, een slecht geconserveerde schedel van een jong dier waaraan opnieuw de snuit ontbrak.

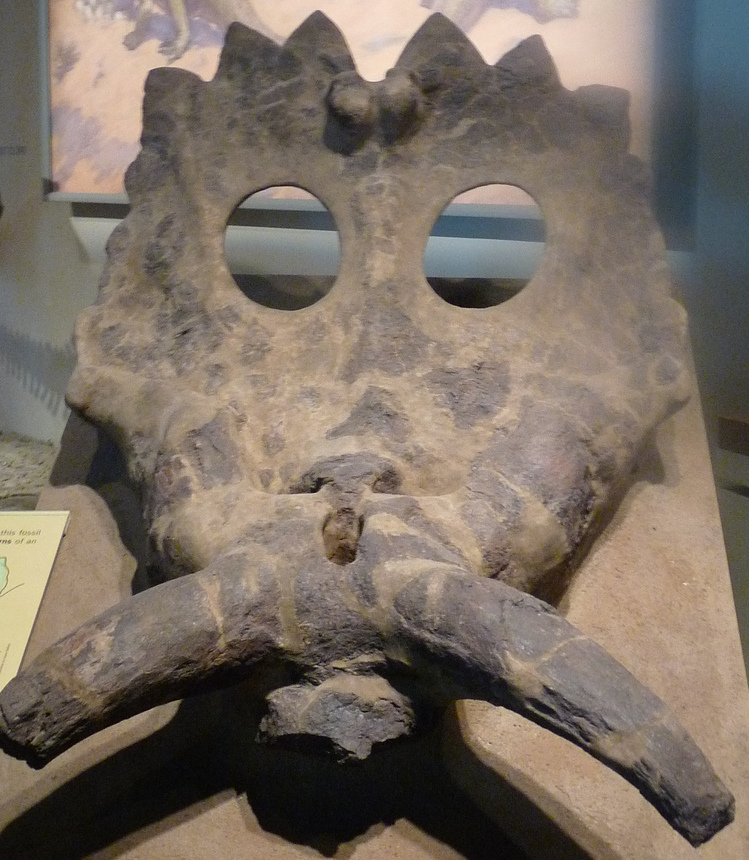
Specimen FMNH P15003

In 1924 vond Charles Mortram Sternberg een vierde schedel, specimen NMC 8535, bij Morrin, niet ver van de vindplaats van Brown. Dit benoemde hij in 1929 als een tweede soort van Anchiceratops: Anchiceratops longirostris, 'met de lange snuit'. Tegenwoordig wordt dit gezien als een exemplaar, volgens Thomas Lehman een vrouwtje, van A. ornatus. C.M. Sternberg vond in de zomer van 1925 bij Rumsey een skelet zonder schedel, specimen NMC 8547. Het werd in 1929 in het Canadian Museum of Nature in een halfverzonken opstelling tentoongesteld, aangevuld met een schedelafgietsel van NMC 8535. Afgezien van de ontbrekende kop is het bijzonder compleet, althans de getoonde rechterzijde ervan. De geërodeerde linkerzijde ligt nu in het gips terwijl bij de vondst juist de rechterkant in het gesteente stak. In 2010 stelde Jordan Cole Mallon bij een moderne beschrijving van het specimen, dat niet kan worden aangetoond dat de romp werkelijk bij Anchiceratops hoort daar er geen overlappende delen zijn en in de formatie ook Arrhinoceratops voorkomt — en ook voor deze soort geldt weer dat er geen met zekerheid geïdentificeerd specimen gevonden is dat zowel schedel als postcrania omvat. C.M. Sternberg wees in 1925 NMC 8547 vermoedelijk aan Anchiceratops toe omdat hij zich van de benoeming van Arrhinoceratops datzelfde jaar niet bewust was. Mallon suggereerde dit fossiel niet meer bij een beschrijving of fylogenetische analyse van Anchiceratops te gebruiken totdat dit was opgehelderd.
Ander materiaal, waaronder resten van zeven schedels, is daarna aan de soort toegewezen, maar het merendeel daarvan werd in eerste instantie niet beschreven. Dit omvat TMP 1983.001.0001, een vrijwel complete schedel van wellicht een jong dier; UW 2419, een vrij complete schedel; ROM 802, een schedel waaraan de snuit ontbreekt; FMNH P15003, de bovenkant van een schedel zonder snuit; CMN 11838, de linkerhelft van een nekschild; CMN 12-1915, fragmenten van een nekschild; en UALVP 1618, de achterrand van een nekschild. Ook van de oorspronkelijke specimina zijn de beschrijvingen tamelijk summier. Wel liet Brown door Otto Falkenbach een intern afgietsel maken van de hersenpan van specimen AMNH 5259, de eerste keer dat zo'n onderzoek bij de Ceratopia werd uitgevoerd.
In 1959 wees Wann Langston jr daarnaast vijf botfragmenten in 1937 door C.M. Sternberg gevonden bij Manyberries uit de veel oudere bovenste Dinosaur Park Formation aan Anchiceratops toe: specimina NMC 9590 en 10645, wenkbrauwhoorns, en specimina NMC 9813, 9814 en 9829, stukken van achterste nekschilden. Volgens sommige onderzoekers bewijzen deze dat Anchiceratops gedurende wel vijf miljoen jaar voorkwam; anderen menen dat het wegens het tijdverschil onwaarschijnlijk is dat het om hetzelfde taxon gaat vooral omdat hoornkernen en stukken schildrand bij de chasmosaurinen van deze formaties niet sterk verschillen. Het is al uitzonderlijk dat Anchiceratops over een belangrijk deel van de diepte van de Horseshoe Canyon Formation voorkomt, van het eind van Unit 1 tot het begin van Unit 4, hetgeen een duur van twee miljoen jaar vertegenwoordigt. Nicholas Longrich meende in 2010 dat NMC 9813 en NMC 9814 exemplaren waren van Pentaceratops.
De bekende exemplaren van Anchiceratops vertonen een erg sterke variatie. In 2012 publiceerde Mallon een studie waarin door middel van statistische analyse gepoogd werd een verklaring hiervoor te vinden. De conclusie was dat ze wel degelijk tot één soort behoorden en dat de variatie grotendeels een gevolg was van individuele verschillen. De verschillende exemplaren clusterden niet bij elkaar en vormden niet eens een duidelijke groeiserie. De studie beschreef alsnog de toen bekende exemplaren.
Mallon meldde in 2012 dat hij in de literatuur nog een aantal verwijzingen van fossielen naar Anchiceratops had gevonden waarvan hij echter moest concluderen dat ze wegens het niet tonen van diagnostische kenmerken niet bewijsbaar tot de soort behoorden. Het betreft de specimina CMN 1924–3: een gedeeltelijke schedel met oogkassen en wenkbrauwhoornbases; CMN 10681: een snuit; TMP 1972.020.0001: een rechtersquamosum; en de wenkbrauwhoornbeenkernen AMNH 5246, CMN 1924-10, CMN 2197, CMN 2198, CMN 2199, CMN 2200, CMN 2236, CMN 9577, TMP 1984.012.0016, TMP 1998.085.0001, en UALVP 47242.

## Beschrijving

### Grootte, algemene bouw en onderscheidende kenmerken

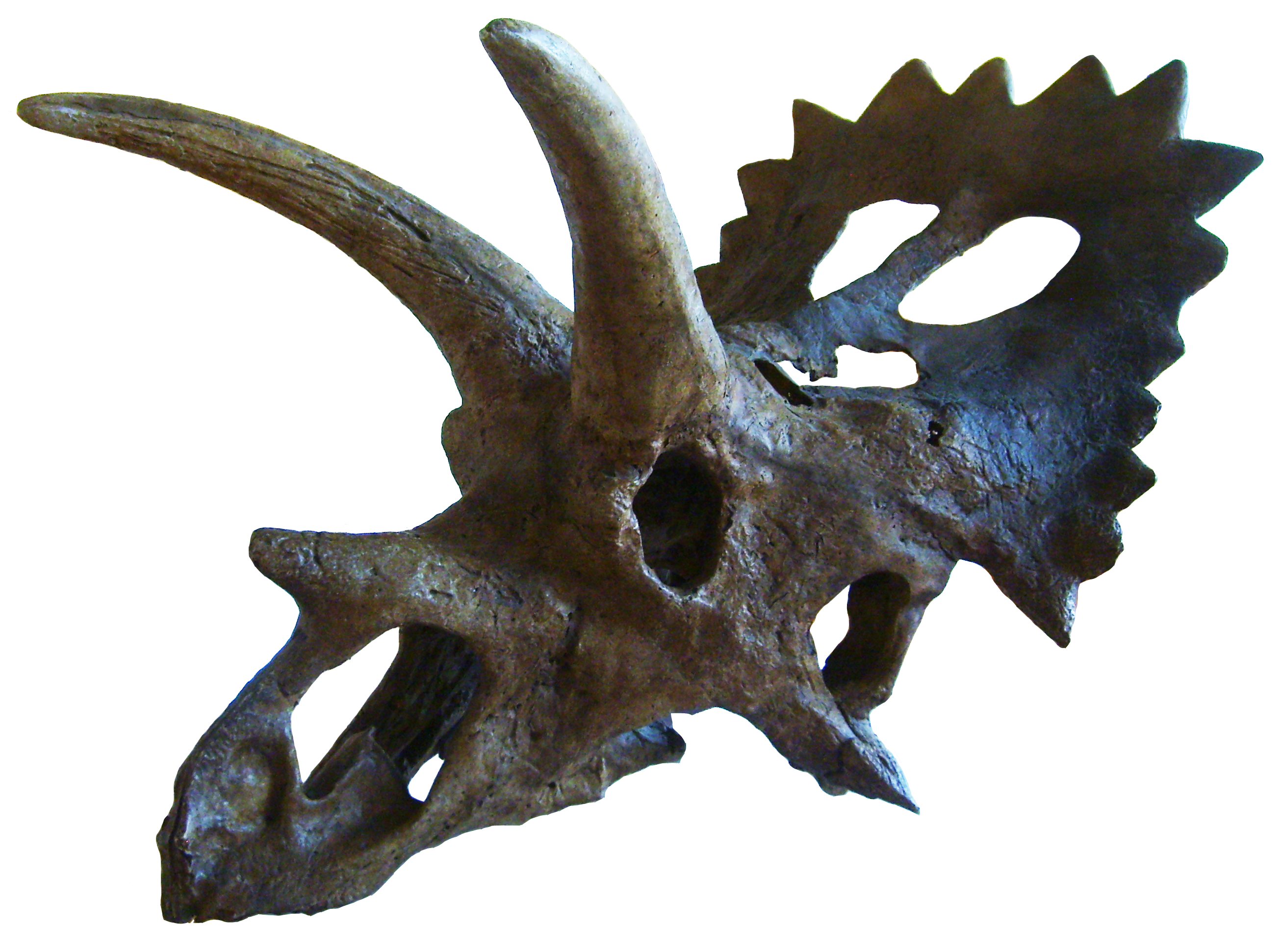
Gerestaureerd afgietsel van TMP 1983.001.0001. De snuitpunt is aangevuld evenals de achterrand van het nekschild waarop geen eerste epiparietalia zijn aangebracht

Anchiceratops is een vrij kleine ceratopide. Gregory S. Paul schatte in 2010 de maximale lichaamslengte op 4,3 meter, het gewicht op 1,3 ton. Vooral de staart is relatief kort. Het dier heeft echter geen bijzonder gedrongen bouw. De nek is opvallend lang en het nekschild is lang en tamelijk smal. De poten zijn nogal kort. Verschillende exemplaren zijn, hoewel wellicht volwassen, nog kleiner en meten niet meer dan zo'n drieënhalve meter in lengte. Bij een dergelijke beschrijving wordt ervan uitgegaan dat specimen NMC 8547 aan Anchiceratops toe te wijzen valt.

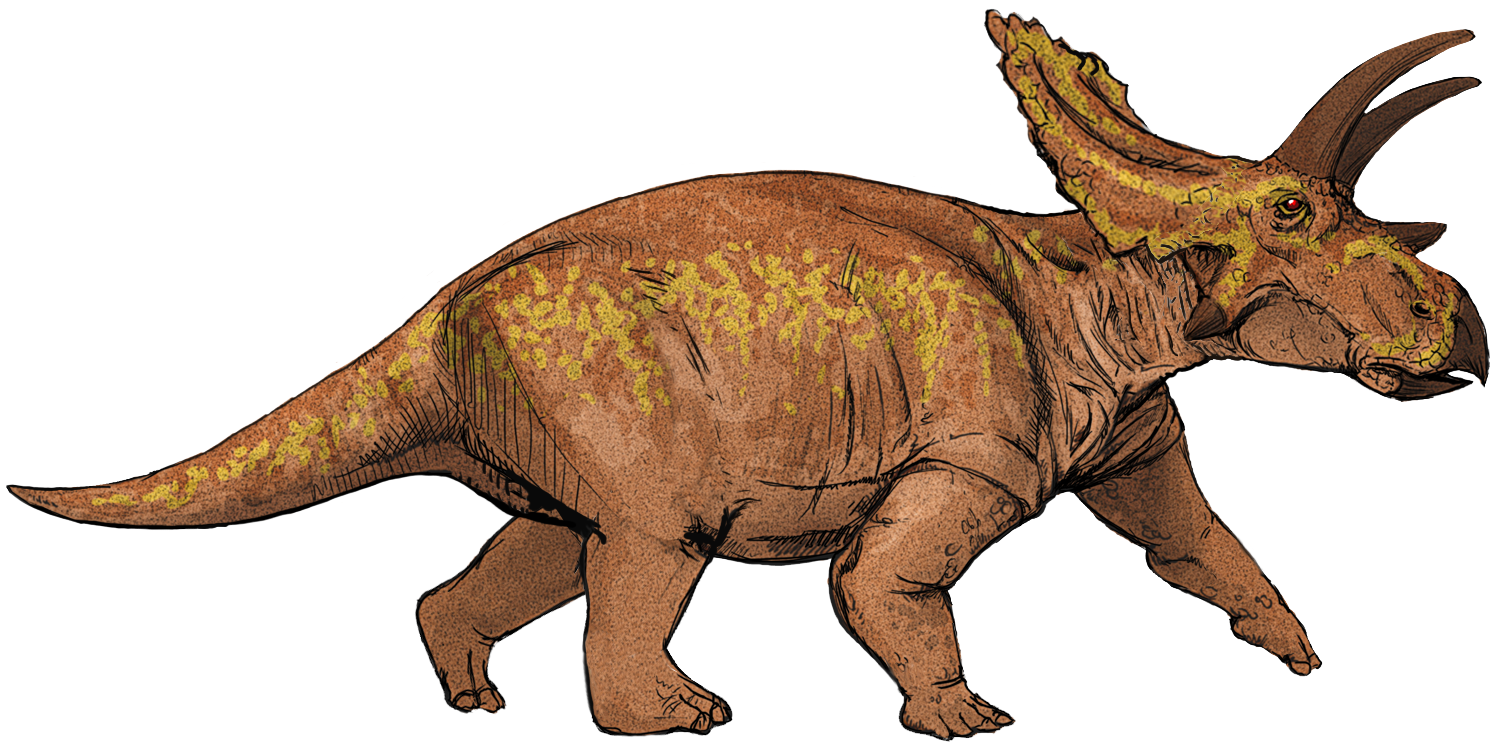
Een reconstructie met een standaard chasmosaurine romp, dus niet gebaseerd op NMC 8547

Een moderne diagnose van Anchiceratops ontbrak tot 2012 toen Mallon vier autapomorfieën vaststelde, unieke afgeleide eigenschappen. Uit het midden van de achterrand van de wandbeenderen groeien gepaarde zijdelings uiteenwijkende eerste epiparietalia. Ten weerszijden van de middenlijn van de achterrand bevinden zich per kant drie grote driehoekige epiparietalia, de tweede, derde en vierde die een maximale hoogte hebben die tussen de 55% en 115% van de basisbreedte ligt. In de onderkaak ligt op het dentarium een kort beenplateau net te voren van de processus coronoides. De reuklobben zijn bijna verticaal naar beneden gebogen ten opzichte van de rest van het brein.
NMC 8547, de mogelijke romp van Anchiceratops, heeft een aantal unieke kenmerken: een grote deltopectorale kam en een kleine binnenste bult op het opperarmbeen; dikke ribben; en een unieke indeling van de wervelkolom.

### Skelet

#### Schedel
De verschillende gevonden schedels verschillen van elkaar in absolute grootte. Specimen NMC 8535 heeft een lengte van 166 centimeter, waarvan de schedelkraag 106 centimeter uitmaakt. Het breedste punt van de kraag meet drieënzeventig centimeter.
De snuit is langwerpig, grotendeels gevormd door de praemaxilla, en draagt een sterk naar beneden gekromde bovensnavel. Beide praemaxillae samen zijn overdwars tamelijk smal. Het neusgat is onregelmatig afgeplat en ver achterwaarts gelegen, naar voren uitlopend in een lange uitholling. Boven het neusgat bevindt zich een klein neushoorntje met een brede basis dat sterk naar voren helt. Het heeft een scherpe bovenrand zodat de doorsnede wat driehoekig is. De oogkas is klein en rond tot ovaal; in het laatste geval helt de lange as iets naar voren. De wenkbrauwhoorns zijn bij specimen NMC 8535 in zijaanzicht haast recht en uitzonderlijk sterk naar voren gericht zodat ze min of meer horizontaal liggen bij een neutrale positie van de kop. Het kleine neushoorntje is parallel gericht. Schedels van andere exemplaren, zoals het holotype en TMP 1983.001.0001, tonen echter vaak veel krommere, grotere en meer opstaande hoorns die ver naar voren buigen als bij Pentaceratops. Bij het holotype hebben ze een geschatte totale lengte van zestig centimeter. Tussen de hoornbases bevindt zich in de lengterichting een langwerpige fontanel in het secundaire schedeldak; deze opening is verbonden met grote pneumatische uithollingen in de hoornbases die verbonden zijn met een opening in de onderste bovenrand van de oogkas; naar achteren lopen er kanalen naar de bovenste slaapvensters. De vorm van de fontanel is variabel. Een andere overeenkomst met Pentaceratops is de aanwezigheid van lange hoornvormige en zijwaarts naar beneden uitstekende punten op de jukbeenderen. Deze hebben een min of meer vierkant doorsnede zo dat ze op een piramide lijken en raken ook de achterliggende quadratojugalia. Het quadratojugale vormt de onderrand van het onderste slaapvenster, een afgeleid kenmerk. Van het quadratum is de achterzijde uitgehold als aanhechting voor de Musculus adductor manibulae posterior, de spier die de onderkaak opent.

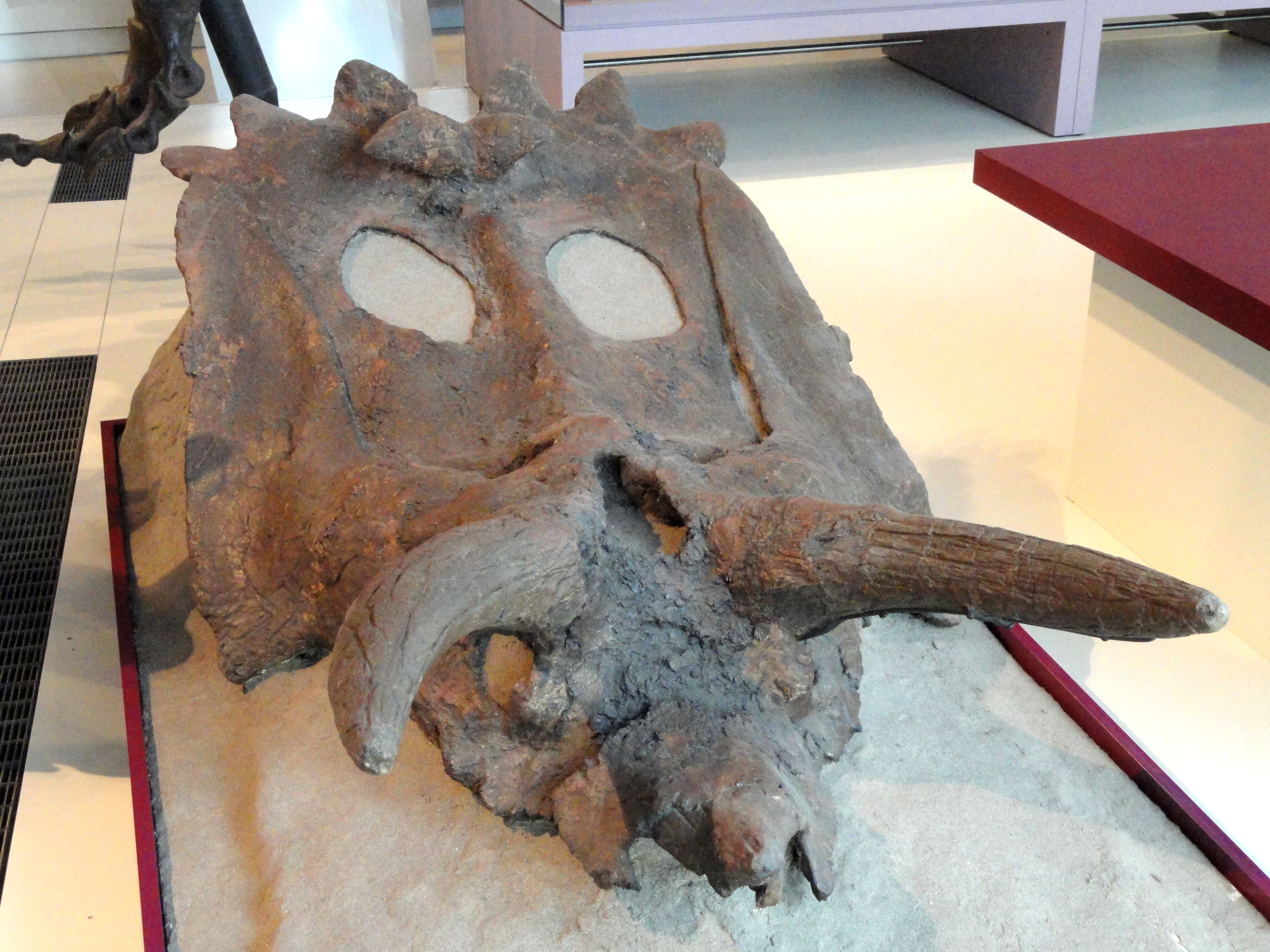
ROM 802 toont de vorm van het nekschild

Het nekschild ligt min of meer in het verlengde van de voorkant van de schedel, zonder er een forse hoek mee te maken. Deze schedelkraag heeft een rechthoekig profiel. Het squamosum dat de zijrand ervan vormt, is erg smal en loopt tot bijna het einde van het schild door. Daar buigt de beenrand met het aan de binnenkant gelegen wandbeen plots naar buiten. Tussen de verschillende exemplaren varieert het squamosum in vorm, van taps toe rechthoekig. Het wandbeen is rechthoekig in profiel in plaats van driehoekig als bij de meeste chasmosaurinen.
Het schild als geheel wordt versierd door een rij driehoekige huidverbeningen, osteodermen, op de rand. Deze epoccipitalia zijn bij Anchiceratops vrij lomp gebouwd met een brede basis. De epoccipitalia op het squamosum, de episquamosalia, zijn zeer variabel in aantal. FMNH P15003 heeft er vijf, UW 2419 telt er negen per zijde. Er kunnen er ook zes, zeven of acht aanwezig zijn. De reden voor deze variabiliteit is onduidelijk. Het is mogelijk dat ze tijdens het leven van een individu zich splitsten of juist samengroeiden; wellicht dat ze op hoge leeftijd geresorbeerd werden. Dat individuele variatie en niet een soortonderscheid aan het verschil ten grondslag lag, wordt getoond door TMP 1983.001.0001 waar het rechtersquamosum zeven, het linker zes osteodermen lijkt te dragen. De episquamosalia op de rechte zijrand van het squamosum zijn meestal erg laag. Eén episquamosale bevindt zich typisch op de voorhoek van het nekschild. Het achterste episquamosale, net voor de beennaad met het wandbeen geplaatst, is veel groter. Het sluit in grootte aan bij een rij van drie epiparietalia op de achterrand van het nekschild die de vorm hebben van forse en dikke puntige driehoeken waarvan de staande zijden iets bol zijn. Sommige wetenschappelijke illustraties geven per abuis slechts twee osteodermen in die positie. In het midden van de achterkant van de schedelkraag bevindt zich een kleine inkeping. De epiparietalia op de rand vertegenwoordigen vermoedelijk het tweede, derde en vierde. Bij het holoptype steken ze tot negentien centimeter uit. De eerste epiparietalia, de twee middelste, liggen van de rand van het schild af en zijn zijwaarts naar buiten gericht. Deze structuren verschillen tussen de individuen weer sterk in grootte, dikte en basislengte. Bij UW 2419 zijn ze sterk gezwollen, hebben een lange basis en komen in omvang overeen met de epiparietalia van de rand. Bij sommige exemplaren zijn ze echter tamelijk klein of plat; ook kan de basis nauw zijn zodat de bouw meer lipvormig wordt. Hun oppervlak is glad in plaats van gegroefd. De vormenrijkdom doet vermoeden dat ze dienden voor individuele herkenning. Bij andere ceratopiden zijn de eerste epiparietalia, indien aanwezig, meer naar voren gericht en overspannen vaak de pariëtaalvensters, de openingen in het nekschild. Bij Anchiceratops zijn die vensters echter vrij klein en rond of niervormig; hun bovenrand komt niet bij de eerste epiparietalia in de buurt. De pariëtaalvensters liggen niet verdiept in een uitholling of fossa. Dat hangt samen met de extreme dikte van het nekschild die wel tot vijf centimeter bedraagt; bij de meeste ceratopiden is het schild ongeveer een duim dik, zelfs als het in absolute zin veel groter is. De grootste dikte wordt bij de achterrand van het schild behaald; op andere punten, zoals vóór de pariëtaalvensters, waar het schild overgaat in het bovenste slaapvenster, kan de beenwand aanzienlijk dunner zijn, tot zo'n zeven millimeter. De onderkant van het nekschild is doortrokken van adergroeven, een kenmerk dat gedeeld wordt met Arrhinoceratops.
De beschrijving van Regaliceratops uit 2015 gaf een andere interpretatie van de toestand bij Anchiceratops: de middelste epipariatalia zouden een gesplitste centrale osteoderm vertegenwoordigen, de P0, en de epiparietalia aan de achterrand zouden dan het eerste, tweede en derde zijn.
Bij de beschrijving van het brein besteedde Brown de meeste aandacht aan de positie en de identificatie van de hersenzenuwen bij de Ceratopidae waarover indertijd geen overeenstemming was. Het afgietsel toont smalle en hoge kleine hersenen, een plat en breed telencephalon en smalle en van boven naar beneden afgeplatte reuklobben die vrij sterk afhangen en zich naar hun voorste uiteinde verbreden. Bij andere chasmosaurinen staken ze recht naar voren.

#### Postcrania van NMC 8547

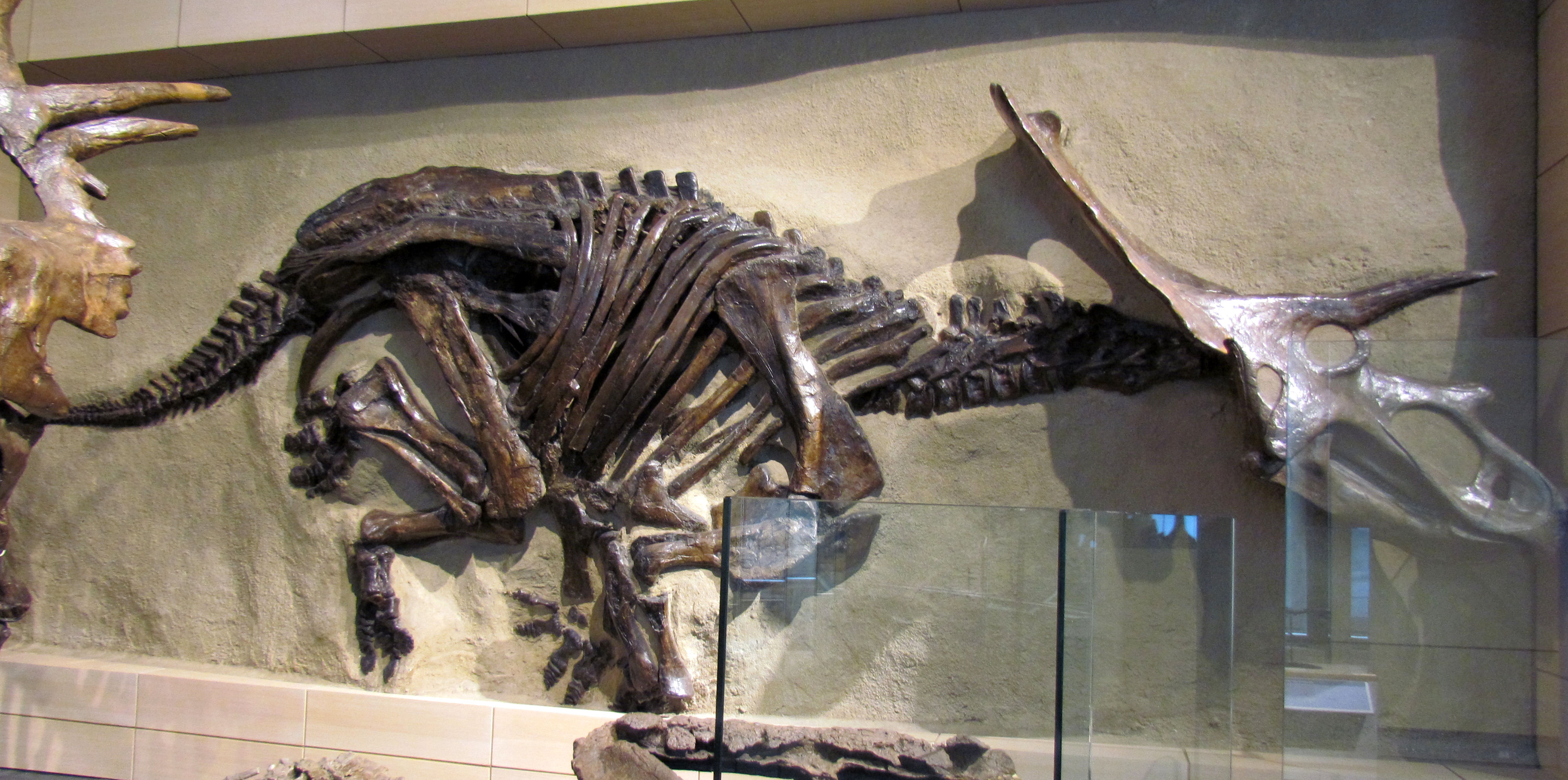
NMC 8547; de schedel is een afgietsel van een ander exemplaar

Van Anchiceratops zijn geen postcrania, delen achter de schedel, bekend buiten specimen NMC 8547 waarvan de identificatie onzeker is. Behalve de romp zijn er fragmenten van de rechterschedelkraag bewaard gebleven, waaronder een squamosum met zes osteodermen, maar die zijn volgens Mallon onvoldoende om de soort te determineren. De onderzijde van het fragment heeft diepe adergroeven, maar die komen ook voor bij Arrhinoceratops. Een nog door C.M. Sternberg gemeld stuk onderkaak bleek in 2010 onvindbaar. Traditioneel werd dit exemplaar altijd als behorend tot het genus beschouwd en veel informatie in de literatuur over Anchiceratops heeft erop betrekking.
In het algemeen heeft het specimen een robuuste bouw. Uniek binnen de Ceratopidae is de formule van de wervelkolom: tien halswervels, dertien ruggenwervels, twaalf sacrale wervels en negenendertig staartwervels. Het getal van vierenzeventig vertegenwoordigt het totaal want ook het puntje van de staart is nog aanwezig. De totale lengte van de wervelkolom is 405 centimeter.
De nek van NMC 8547 is opvallend lang en recht. Dat wordt veroorzaakt door een rekking van de halswervels. De nek is ook hoog, door ongelijk hoge maar smalle doornuitsteeksels. De eerste vier halswervels zijn onderaan samengegroeid. Bovenaan is hun scheiding nog zichtbaar wat het totaal van vier bewijst: bij andere ceratopiden is het omstreden of deze samengroeiing drie of vier wervels omvat. Mallon ziet het aantal van vier overigens niet als een aanwijzing dat er ook bij andere soorten vier aanwezig zijn; hij is een aanhanger van de hypothese dat er normaliter drie zijn en ziet het afwijkende getal bij NMC 8547 als een autapomorfie. De licht verhoogde doornuitsteeksels van de lendenwervels zijn van voor naar achter vrij breed en worden verbonden door verbeende pezen. Die lopen naar achteren weer door over de neurale plaat gevormd door de versmolten doornuitsteeksels van de meeste sacrale wervels. Verbeende pezen trekken ook de eerste staarwervel bij dit geheel zodat samen met het darmbeen van het bekken een lang blok ontstaat dat de functie als aanhechting van de dijbeenspieren geheel van de staartbasis schijnt te hebben overgenomen want de staart is zeer kort, 1,4 meter lang. Mallon suggereerde zelfs dat hiertoe de voorste vier staartwervels (caudo)sacrale wervels zouden zijn geworden en daarentegen de normale twee voorste dorsosacrale wervels weer in losse ruggenwervels zouden zijn veranderd zodat het heiligbeen niet alleen verlengd, maar ook in positie ten opzichte van de wervelkolom als geheel naar achteren verplaatst was. De negenendertig staartwervels — eerdere onderzoekers telden de eerste (losse) staartwervel bij het heiligbeen zodat ze op achtendertig uitkwamen — vertegenwoordigen niet alleen het laagste exacte aantal dat bij de ceratopiden bekend is, ze verengen ook zeer snel zodat het orgaan uitloopt in een onaanzienlijk eindje dat nauwelijks de grond zou hebben gehaald als het afhing. Vanaf de vijfde staartwervel, volgens Malons telling, dragen de wervels onderaan chevrons. De laatste zes à zeven wervels hebben geen chevrons meer.
De uitgestrekte nek moet naar achteren zijn overgelopen in een al evenzeer gerekte romp. De borstkas was erg lang en de ribben staken schuin naar achteren. Bij andere ceratopiden is dit in mindere mate het geval. Specimen NMC 8547 liet de stand van de ribben goed zien en speelde zo een rol in het debat hierover in de jaren tachtig en negentig; eerder werd het nogal verwaarloosd hoewel het tot de meest complete gevonden ceratopide postcrania behoorde. De wijkende ribben duiden op een smalle en hoge borstkas. De voorste ribben zijn daarbij ook erg breed, tot negenendertig millimeter. Ze dragen een groot schouderblad, zesenvijftig centimeter lang, met een verbreed bovenste uiteinde. De richel die bij ceratopiden over de buitenzijde van het schouderblad diagonaal naar boven loopt, is hier erg hoog. Net als de borstkas is de schoudergordel relatief smal; dat geeft aan dat de voorpoten normaliter niet in een spreidstand stonden, maar hoogstens wat in de elleboog naar buiten gedraaid waren. Niervormige verbeende borstbeenderen zijn aangetroffen. De voorpoot als geheel is 946 millimeter lang. Het opperarmbeen, 523 millimeter lang, is zeer robuust met een ver, acht centimeter, naar voren uitstekende deltopectorale kam. Het tuberculum mediale, de bult aan de bovenste binnenkant die de aanhechting vormt voor spieren die naar het schouderblad lopen, is echter vrijwel afwezig. De onderarm is kort en robuust. Bij de ellepijp, 407 millimeter lang, is de processus olecrani robuust en lang; de tegenovergelegen knobbel echter steekt niet af, maar ligt min of meer in hetzelfde vlak. Het spaakbeen is 296 millimeter lang. De hand is kort en robuust met de normale formule voor de vingerkootjes van 2-3-4-3-2.
In het bekken is het darmbeen vlak en lang. Het voorblad heeft een sterk naar beneden gedraaide buitenrand. De processus praepubicus is tamelijk kort met een voornamelijk naar onderen verbreed spatelvormig voorste uiteinde dat articuleert met de twaalfde ruggenwervel dus de op een na laatste in plaats van de laatste zoals meestal bij de ceratopiden. Het naar achteren en naar beneden krommende zitbeen is in de getoonde opstelling horizontaler gericht dan bij verwanten; volgens Mallon is dit echter een artefact van de restauratie. Eigenaardig is echter dat het middenin erg breed is en onderaan sterk verengd; volgens Paul komt dit door compressie bij het fossiel en was het element over de hele lengte tamelijk dun. Het dijbeen, vierenzeventig centimeter lang, is zeer robuust en recht in zijaanzicht. Het onderbeen, vierenvijftig à vijfenvijftig centimeter lang, is zwaargebouwd en kort. De voet is kort. Er is volgens Mallon een rudimentair achttien millimeter lang vijfde middenvoetsbeen aanwezig; Lull had dit nog afwezig geacht. De formule van de teenkootjes is 2-3-4-5-0. De derde teen is het langst met 351 millimeter. De achterpoot heeft een totale lengte van 1435 millimeter en is daarmee niet speciaal lang of kort tegenover de voorpoot.

## Fylogenie
Brown plaatste Anchiceratops in 1914 in de Ceratopia. William Diller Matthew verfijnde dat in 1915 tot de Ceratopidae en Peter Dodson in 1990 tot de Chasmosaurinae. Deze plaatsingen worden tot vandaag algemeen aangehouden. Onzeker echter is de precieze positie in de Chasmosaurinae. Volgens sommige studies ligt Anchiceratops op de tak die richting Triceratops voert, net onder Arrhinoceratops in de stamboom of als de zustersoort daarvan. Mallon echter vond in een cladistische analyse Anchiceratops als een directe verwant van Chasmosaurus.

## Levenswijze
Anchiceratops is aangetroffen in delta-afzettingen, afgewisseld door steenkoollagen. Uit de locatie van de fossiele vondsten kan worden afgeleid dat het dier in een vrij natte habitat leefde, gekenmerkt door open bossen en moerassen. Hij voedde zich, gebruikmakend van zijn scherpe van een hoornsnavel voorziene bek en knippende tandbatterijen, waarschijnlijk met varens en lage naaldbomen. Mallon verklaarde in 2012 de lange levensduur van Anchiceratops als een soort uit een combinatie van verminderde voedselconcurrentie door een lagere soortenrijkdom, een verminderde fragmentatie van de habitat door het zich terugtrekken van de Western Interior Seaway en een levenswijze als generalist die verschillende groepen planten als voedselbron gebruikte.
Langston suggereerde in 1959 dat de lange snuit diende om adem te halen tijdens het doorwaden van moerassen en dat het extra dikke nekschild dan diende als tegengewicht om de neus omhoog te houden. Deze hypothese wordt door moderne onderzoekers echter niet meer serieus genomen. Opmerkelijk is in dit verband dat Mallon in 2010 stelde dat de robuuste bouw van NMC 8547 toch wees op een semi-aquatische levenswijze als van een nijlpaard. Ook de zwaargespierde en korte poten zouden daarvoor een aanwijzing zijn. Het specimen werd daarbij in een modderlaag gevonden — maar dat verhoogt de kans op fossilisering aanzienlijk en is dus geen onafhankelijke indicatie. Mallon moest toegeven dat de korte staart in ieder geval niet speciaal voor het zwemmen geschikt was.
Mallon vond in zijn analyse van de bekende skeletten geen aanwijzingen voor seksuele dimorfie. Hij verwierp de gedachte dat NMC 8535 een vrouwtje zou zijn. Reeds Brown kwam in 1914 op de gedachte dat de hoorns en schildversieringen een rol speelden in de seksuele selectie aangezien ze tussen de verschillende soorten sterk verschilden zonder dat daar een duidelijke functie bij de verdediging mee overeenkwam.